# ふるごおり雅浩
ふるごおり 雅浩（ふるごおり まさひろ、1961年4月16日 - ）は、日本の俳優。本名・旧芸名、古郡 雅浩（読み同じ）。フォセット・コンシェルジュ所属。
身長179cm。体重70kg。趣味は読書。特技はスキューバダイビング。

## 出演

### 映画
- 居酒屋ゆうれい（1994年）
- 7月7日、晴れ（1996年） - 山岸 役
- 恋は舞い降りた。（1997年）
- チキン・ハート（2002年） - なぐられ屋の客 役
- 運命じゃない人（2005年）

### テレビドラマ
NHK
- ラスト・ラブ（1995年）
- 精霊流し〜あなたを忘れない〜（2002年）
- どんど晴れ（2007年）
- 感染爆発〜パンデミック・フルー（2008年）
- お買い物〜老夫婦の東京珍道中（2009年）
- 55歳からのハローライフ（2014年） - バスの運転手 役
- とと姉ちゃん（2016年） - 大家 役

日本テレビ
- 金田一少年の事件簿2（1996年）
- 天国への怪談（2002年）
- セクシーボイスアンドロボ（2007年）
- 傍聴マニア09〜裁判長!ここは懲役4年でどうすか〜（2009年） - 赤羽徹 役

TBS
- 月曜ドラマスペシャル
  - 親子弁護士の探偵帖（1995年）
  - ミニパト婦警の事件簿2（1998年）

- ぽっかぽか2（1995年）
- のんちゃんのり弁 - 川口建夫 役 ※レギュラー
  - 第1シリーズ（1997年）
  - 第2シリーズ（1998年）

- ひなたぼっこ（1999年） - 和泉鉄郎 役
- 催眠（2000年）
- 月曜ミステリー劇場
  - ホステス探偵危機一髪6（2004年）
  - 警察庁・内偵監察官 桜沢葵の事件簿（2005年）
  - 弁護士 朝吹里矢子4（2005年）
  - 税務調査官・窓際太郎の事件簿13（2005年） - 医師 役

- 月曜ゴールデン
  - 弁護士 一之瀬凛子（2008年）
  - ヤメ刑探偵 加賀美塔子2（2012年）

- 最高の人生の終り方〜エンディングプランナー〜（2012年）
- 半沢直樹（2013年）
- 百年の計、我にあり〜知られざる明治産業維新リーダー伝〜（2016年） - 役員 役
- MIU404 第4話（2020年） - 薬剤師 役
- 最愛 最終話（2021年12月17日、TBS）

フジテレビ
- 金曜エンタテイメント
  - 噂の女人情詐欺師・早苗とたまき 涙の事件簿2（1998年）
  - 年の差カップル刑事2（2004年）

- 殴る女（1998年）
- お水の花道 女30歳ガケップチ（1999年）
- ショムニ2（2000年）
- 世にも奇妙な物語 SMAPの特別編 僕は旅をする（2001年） - フロント 役
- 恋ノチカラ（2002年）
- ウエディングプランナー SWEET デリバリー（2002年）
- ナースのお仕事4（2002年）
- 天才柳沢教授の生活（2002年）
- ハングリーキッド（2004年）
- 救命病棟24時（2005年）
- 恋におちたら〜僕の成功の秘密〜（2005年）
- 翼の折れた天使たち（2006年） - 佐藤学 役
- 会いたかった 〜向井亜紀・代理母出産という選択〜（2007年）
- SMOKING GUN〜決定的証拠〜（2014年） - 銀行支店長 役
- この素晴らしき世界（2023年） - 堂道 役
- 人事の人見（2025年） - 山岸靖 役

テレビ朝日
- 土曜ワイド劇場
  - 新・法医学教室の事件ファイル2（1995年）
  - キソウの女（2003年）
  - 救急救命士・牧田さおり4（2005年） - 橋本晋 役
  - 新・棟居刑事シリーズ9（2016年） - 吉住店長 役

- BLACK OUT（1995年）
- 花嫁は16才!（1995年）
- スーパー戦隊シリーズ
  - 電磁戦隊メガレンジャー（1997年）
  - 星獣戦隊ギンガマン（1998年）
  - 侍戦隊シンケンジャー 第8話（2009年） - 神父 役

- はみだし刑事情熱系
  - PART4（1999年）
  - 最終章（2004年）

- はぐれ刑事純情派
  - 第12シリーズ（2000年）
  - 第14シリーズ 6話 - 東池袋署の刑事（2001年）

- 相棒
  - season2 第1話「ロンドンからの帰還〜ベラドンナの赤い罠」（2003年） - 医師
  - season5 第14話「貢ぐ女」（2007年） - 伊野部敦司
  - season8 第16話「隠されていた顔」（2010年） - 曽田敬助
  - season15 第9話「あとぴん～角田課長の告白」（2016年） - 橘
  - season20（2021年） - 萩原哲也 役

- 仮面ライダーシリーズ
  - 仮面ライダー剣 第5、6話（2004年） - 医師 ※第5話はノンクレジット
  - 仮面ライダージオウ 第3話（2018年9月16日） - 医師 役
  - 仮面ライダーギーツ 2話（2022年9月11日） - 院長 役

- 松本清張 けものみち（2006年）
- 赤川次郎ミステリー 4姉妹探偵団（2008年）
- 刑事7人（2015年） - 小石川久志 役
- 24 JAPAN（2020年） - 堀田源治 役

テレビ東京
- 女と愛とミステリー いなか刑事・伊原泰三の退職捜査日誌3（2002年）
- 水曜ミステリー9
  - 指紋捜査官・塚原宇平の神業3（2008年） - 田所 役
  - 捜査検事・近松茂道9（2010年） - 宇佐見俊男 役

- 三匹のおっさん〜正義の味方、見参!!〜（2014年） - 銀行支店長 役
- さすらい温泉♨遠藤憲一 第五湯（2019年2月13日） - 平蔵 役

その他
- シリーズ恐怖夜話 episode 3 サイゴノヒツギ（2003年）
- I Survived a Japanese Game Show（2008年） - ジャッジ・ボブ 役

### テレビ番組
- ピタゴラスイッチ ぼくのお父さん（2002年） - お父さん 役

### オリジナルビデオ
- ウルトラセブン1999最終章6部作 第3話「果実が熟す日」（1999年）
- オタスケガール（2003年） - 沢田のお父さん　役

### ゲーム
- デスカムトゥルー（2020年）

### ウェブ配信
- 全裸監督（2019年8月8日、Netflix）第1話、8話[5]

### 舞台
- 最後の淋しい猫（1987年）※デビュー作[6]
- やめられない人々
- か星人カムホーム
- 墓石と脱走（2014年）
- グルーミング（2015年）

### CM
- 東京電力
- 日本マクドナルド
- 小林製薬 アンメルツヨコヨコ
- ベストブライダル
- グラクソ・スミスクライン ポリグリップ
- コナカ（2008年） - 上司 役
- メットライフ生命保険（2016年）
- JapanTaxi「ジャパンタクシーの男」篇（2018年11月 - ） - 吉田鋼太郎・温水洋一・吉村界人・平原テツと共演[7]

### Web
- 大江戸温泉物語「日本のどこかでお会いしましょう」（2016年）
- ロバート秋山のクリエイターズ・ファイル No.27 「俳優 桐乃祐」（2016年）